# Betty Gabriel
Betty Gabriel, née le 6 janvier 1981 à Washington, est une actrice américaine.

## Filmographie

### Cinéma
- 2016 : American Nightmare 3 : Élections de James DeMonaco: Laney Rucker
- 2017 : Get Out de Jordan Peele : Georgina
- 2018 : Upgrade (film, 2018) de Leigh Whannell : Cortez
- 2023 : It Lives Inside
- 2025 : Novocaine de Dan Berk et Robert Olsen

### Télévision
séries télévisées : Jack Ryan